# Abdelhamid Hergal
  Abdelhamid Hergal  (àrab: عبد الحميد الهرقال)  (Tunis, 27 de gener de 1959) és un exfutbolista tunisià de la dècada de 1980.
Fou internacional amb la selecció de Tunisia.
Pel que fa a clubs, destacà a Stade Tunisien.